# Astarte (banda)
Astarte foi uma banda grega de black metal formada em Atenas, em 1995. O grupo anunciou o fim em 2014 após a vocalista Tristessa falecer de leucemia em 2014. Após isso os membros antigos se reuniram sobre o antigo nome Lloth em que agora o "T" se destaca em homenagem a Tristessa, que dedicou toda sua vida a Astarte e estava presente desde a sua fundação até o dia de sua morte.
Sob o nome Lloth lançaram um EP chamado Dancing in the Dark Lakes of Evil em 1997. Em 1998 lançaram seu primeiro álbum já sobre o nome Astarte chamado Doomed Dark Years, e em 2000 Rise From Within ambos pela gravadora Black Lotus e com Kinthia no vocal. Em 2002 lançaram "Quod Superius Sicut Inferius". Apos a saída de Kinthia, Maria assumiria e vocal e assim a banda lançaria ainda dois álbuns, Sirens, e o que viria a ser seu último álbum, Demonized, em 2007. Todos os três álbuns foram lançados pela gravadora Avantgarde Music. A banda também regravou uma musica da banda Celtic Frost, "Sorrows of the Moon", em 2005.

## Integrantes
Última formação
- Maria "Tristessa" Kolokouri[3] – baixo, guitarra e teclados (1995–2014), vocal (2003–2014)
- Derketa – teclados
- Nikos "Ice" Asimakis – bateria
- Lycon – baixo
- Hybris – guitarra (2003–2014)

## Discografia

### Lloth
- Dancing in the Dark Lakes of Evil (1997)

### Astarte
- Doomed Dark Years (Black Lotus Records, 1998)
- Rise from Within (Black Lotus, 2000)
- Quod Superius, Sicut Inferius (Black Lotus, 2002)
- Sirens (Avantgarde Music, 2004)
- Demonized (Avantgarde Music, 2007)